# Fergus, Ontario
Fergus är en ort i den kanadensiska provinsen Ontarios södra del och ingår i kommunen Centre Wellington, som i sin tur ingår i Wellington County. Den grundades 1833 som en by med namnet Little Falls av de skotska nybyggarna Adam Fergusson och James Webster och var enbart för skotska nybyggare. I ett senare skede valde man byta namn till Fergus, för att hedra medgrundaren Fergusson. Den breder sig ut över 15,08 kvadratkilometer (km2) stor yta och hade en folkmängd på 19 126 personer vid den nationella folkräkningen 2011.